# Robin Eindhoven
Robin Eindhoven (Haarlem, 27 november 1998) is een Nederlands profvoetballer. Hij speelt momenteel voor SV Spakenburg en kwam eerder uit voor het Cypriotische Aris Limassol en Telstar. Op amateur niveau speelde Eindhoven voor SV Spakenburg, Koninklijke HFC en Racing Club Heemstede. Zijn dienstverband bij Telstar is ingegaan op 29 januari 2021, waar hij op 16 februari zijn debuut maakte tegen NAC.

## Loopbaan als speler
Racing Club Heemstede (2002-1 september 2011)
Eindhoven startte in zijn jeugd bij de Heemsteedse amateur vereniging Racing Club Heemstede.
Koninklijke HFC (1 september 2011-1 juli 2015)
Na enkele jaren in de jeugd gespeeld te hebben van RCH, maakte Eindhoven de overstap naar streekgenoot Koninklijke HFC. Hij maakte zijn debuut bij Jong HFC al op 15-jarige leeftijd en doorliep de verschillende hoogste teams van de jeugd.
ADO Den Haag (1 juli 2015-1 januari 2016)
Eindhoven kreeg na enkele jaren Koninklijke HFC de mogelijkheid om op zijn 18de aan te sluiten bij de jeugdselectie van ADO Den Haag, na het doorlopen van een stage. Na een trainingskamp in China bleek deze stap echter geen onverdeeld succes, waarna Eindhoven terugkeerde bij Koninklijke HFC.
Koninklijke HFC (1 januari 2016-30 juni 2019)
Na teruggekeerd te zijn bij Koninklijke HFC werd Eindhoven na enkele maanden een vaste waarde in de selectie, waar hij op 8 mei 2016 debuteerde in de wedstrijd tegen AFC. In december 2018 verlengde Eindhoven zijn contract nadat door goede prestaties van het team er meer dan gemiddelde interesse was voor een aantal spelers.
Aris Limassol (1 juli 2019-25 oktober 2019)
Na een seizoen waarin Eindhoven zich in de kijker wist te spelen, kreeg hij zijn eerste kans op een professionele carrière bij het Cypriotische Aris Limassol, op dat moment uitkomend op het tweede niveau van Cyprus. Eindhoven tekende een contract voor twee jaar bij de club die als insteek had zo spoedig mogelijk terug te keren op het hoogste niveau. Na een korte periode op Cyprus, waar Eindhoven er tegenaan liep dat gemaakte afspraken niet werden nagekomen, keerde hij terug naar Nederland, waar verscheidene clubs hun interesse in hem toonden.
SV Spakenburg (25 oktober 2019-29 januari 2021)
Vanuit Cyprus streek Eindhoven uiteindelijk neer bij SV Spakenburg, waar hij de eerste maanden van zijn verblijf moest wachten tot hij speelgerechtigd was. Uiteindelijk bemachtigde Eindhoven, die op 18 januari 2020 zijn debuut maakte, een vaste plek in de selectie wat ertoe leidde dat hij in oktober van 2020 zijn handtekening kon zetten onder een contractverlenging tot 2022, waarmee hij interesse uit de Bollenstreek en België afsloeg. In het lopende seizoen kwam Eindhoven tot 4 doelpunten in 6 wedstrijden.
Telstar (29 januari 2021 tot 29 Augustus)
Eindhoven zijn prestaties gingen echter niet totaal onopgemerkt voorbij. Op 29 januari 2021, midden in een lockdown vanwege het corona-virus, maakte Telstar bekent dat Eindhoven zijn eerste Nederlandse profcontract bij de club getekend had. De overgang ging echter niet zonder slag of stoot, toen bleek dat Spakenburg een aanvullende afkoopsom voor hun talent verlangde. Uiteindelijk werd de transfer op 1 februari toch afgerond, vlak voor het sluiten van de transfer deadline, waarna Eindhoven bij de club kon aansluiten. Op dinsdag 16 februari zat Eindhoven voor het eerst bij de wedstrijdselectie voor de Keuken Kampioen Divisie wedstrijd tegen NAC. In diezelfde wedstrijd maakte hij direct zijn debuut, door in de 78ste minuut in te vallen. In de voorbereiding op het seizoen 2021/22 kreeg Eindhoven corona. Hierdoor stond Eindhoven enkele weken aan de kant en miste hij de hele voorbereiding. Toen hij weer aansloot bij de groepstrainingen werd bekend dat de kans op veel speelminuten gering leek. Hierdoor besloot Spakenburg nog eens te informeren bij de Velsense club over een terugkeer van de spits. In goed onderling overleg werd besloten om de verbintenis in Velsen-Zuid te ontbinden, zodat Eindhoven terug kon keren naar Spakenburg.
SV Spakenburg (29 Augustus 2021 tot 30 Juni 2023)
Bij Spakenburg kende Eindhoven een moeizame periode. Mede hierdoor besloot Spakenburg halverwege het seizoen 2022/23 zijn contract tot het eind van het seizoen niet te verlengen.
IJsselmeervogels (Vanaf 30 Juni 2023)
Nadat bekend werd dat het contract van Eindhoven niet werd verlengd zocht hij naar een nieuwe club. Hij kwam uit bij IJsselmeervogels waar hij vanaf het seizoen 2023/24 een contract voor 2 seizoen heeft getekend.

## Carrière-statistieken[17]
| Seizoen         | Club            |                    | Competitie      | Competitie | Competitie |
| Seizoen         | Club            | Wed.               | Competitie      | Dlp.       |            |
| --------------- | --------------- | ------------------ | --------------- | ---------- | ---------- |
| 2015/16         | Koninklijke HFC | Vlag van Nederland | Derde Divisie   | 1          | 0          |
| 2016/17         | Koninklijke HFC | Vlag van Nederland | Tweede Divisie  | 6          | 0          |
| 2017/18         | Koninklijke HFC | Vlag van Nederland | Tweede Divisie  | 15         | 0          |
| 2018/19         | Koninklijke HFC | Vlag van Nederland | Tweede Divisie  | 22         | 8          |
| Club totaal     | Club totaal     | Club totaal        | Club totaal     | 44         | 8          |
| 2019/20         | SV Spakenburg   | Vlag van Nederland | Tweede Divisie  | 7          | 2          |
| 2020/21         | SV Spakenburg   | Vlag van Nederland | Tweede Divisie  | 6          | 4          |
| Club totaal     | Club totaal     | Club totaal        | Club totaal     | 13         | 6          |
| 2020/21         | Telstar         | Vlag van Nederland | Eerste Divisie  | 4          | 0          |
| Club totaal     | Club totaal     | Club totaal        | Club totaal     | 4          | 0          |
| Carrière totaal | Carrière totaal | Carrière totaal    | Carrière totaal | 61         | 14         |

## Privé
Naast zijn carrière als voetballer volgde Eindhoven gedurende drie jaar een opleiding Retail Management aan het NOVA College.
1 Koeman ·
2 Hardeveld ·
3 Apau  ·
4 Offerhaus ·
5 Lobbes ·
6 Bakker ·
7 Hamdaoui ·
8 Turfkruier ·
9 El Kachati ·
11 Noslin ·
12 Overtoom ·
14 Kaandorp ·
15 Lechkar ·
15 Quaedvlieg ·
15 Lobbes ·
16 Douiri ·
17 Rossen ·
17 Oughcha ·
18 Van Ekeris ·
19 Hagedoorn ·
20 Houweling ·
21 Koswal ·
23 Hetli ·
24 Benzzine ·
24 Olfers ·
25 Owusu ·
26 Van Schooneveld ·
27 Kharchouch ·
28 Bodak ·
28 Van Ingen ·
Coach: Correia
· Assistent-trainer: Michielsen
· Assistent-trainer: Roubos
· Assistent-trainer: Van der Kooij
· Keeperstrainer: Van der Mast